# Blackwoods
Cet article possède un paronyme, voir Blackwood.
 (mars 2017).
Si vous disposez d'ouvrages ou d'articles de référence ou si vous connaissez des sites web de qualité traitant du thème abordé ici, merci de compléter l'article en donnant les références utiles à sa vérifiabilité et en les liant à la section « Notes et références ».
Pour plus de détails, voir Fiche technique et Distribution.
Blackwoods est un film sorti en 2002 directement en DVD. Un thriller psychologique avec Patrick Muldoon et Clint Howard. C'est le sixième film d'Uwe Boll d'où son deuxième tourné en Anglais. Le film a été tourné en Amérique en 2002.

## Synopsis
Matt (Patrick Muldoon) voyage avec sa petite amie Dawn (Keegan Connor Tracy) en vacances pour Blackwoods. Le couple s'arrêtera dans un hôtel géré par une famille cannibale.

## Fiche technique
- Titre : Blackwoods
- Réalisation : Uwe Boll
- Scénario : Uwe Boll et Robert Dean Klein
- Production : Uwe Boll, Wolfgang Herold, Shawn Williamson, et Philip Selkirk
- Sociétés de production : Boll Kino Beteiligungs GmbH & Co. KG, Herold Productions
- Budget : 3 millions de dollars (2 millions d'euros)
- Musique : Reinhard Besser
- Photographie : Mathias Neumann
- Montage : David M. Richardson
- Décors : Murray Gilmour
- Costumes : Lorraine Carson
- Pays d'origine : Canada, États-Unis, Allemagne
- Genre : Thriller psychologique
- Format : Couleurs - 2,35:1 - DTS / Dolby Digital - 35 mm
- Durée : 92 minutes
- Sortie : 3 septembre 2002
- public : interdit aux moins de 12 ans

## Distribution
- Patrick Muldoon : Matt Sullivan
- Keegan Connor Tracy : Dawn / Molly
- Will Sanderson : Jim
- Michael Paré : Sheriff William Harding
- Clint Howard : Greg
- Anthony Harrison : Dr Kelly
- Matthew Walker : Grand-père Franklin
- Janet Wright : Grand-Mère Franklin
- Sean Campbell : Jack Franklin
- Ben Derrick : John Franklin
- Michael Eklund : Billy
- Samantha Ferris : Beth
- Patricia Dahlquist : Mrs. Sullivan
- Kate Robbins : Paula
- Nathaniel DeVeaux : Docteur

## Critiques
Stephen Holden du New York Times donne à Blackwoods une critique positive, en disant "plus intelligent et plus diabolique que vous ne l'auriez imaginé." Lou Lumenick du New York Post donne quant à lui une mauvaise critique, qualifiant Blackwoods de "faible thriller" et de "pur calibre d'un direct-to-dvd."

## Autour du film
Le film contient plusieurs choses typiquement Boll, de multiples retours en arrière, l'utilisation répétée de ralenti, et se terminant par un twist ending.